# Lotte Schöne
  Lotte Schöne    (Viena, 15 de desembre de 1891 - Bobigny, 22 de desembre de 1977) fou una soprano francesa d'origen austríac.
Nascuda a Viena, Schöne va estudiar música a la ciutat i va debutar el 1912 al "Wiener Volksoper" com a dama d'honor a Der Freischütz. Des de 1917 fins a 1925, va estar a la llista de "Wiener Staatsoper", on va cantar totes les parts importants de la lírica. Entre el 1922 i el 1934 també fou habitual al Festival de Salzburg, cantant Zerlina, Blonde i Despina. De 1925 a 1933 també va cantar regularment a la Staatsoper de Berlín, en papers com Manon, Mimi i Cio-Cio-San. A Londres va crear Liù el 1927, la seva única temporada a la "Royal Opera House". Amb l'ascens del Partit Nazi, Schöne es va traslladar a París i es va incorporar a l'Opéra-Comique, on es va destacar especialment per la seva Mélisande. Després d'actuacions com Marcellina i Zerlina sota Bruno Walter a l'Opera de París el 1937, es va retirar gairebé completament dels escenaris.
Schöne era d'origen jueu i es va veure obligada a amagar-se durant l'ocupació alemanya de França durant la Segona Guerra Mundial; quan va sorgir, el 1945, va tornar a cantar, però gairebé exclusivament en concerts. Es va retirar per bo el 1953 i es va convertir en professora de cant a París. Va morir a Bobigny. Schöne es va fer notar especialment per les seves actuacions a les obres de Mozart i Richard Strauss. Va gravar diversos fragments musicals d'òperes i operetes durant la seva carrera, que encara avui es poden escoltar en discos compactes.